# 叉分岔
在數學的分岔理論中，叉分岔（Pitchfork bifurcation）是動力學系統中一個不動點變為三個不動點的一類局部分岔。叉分岔與Hopf分岔類似，有两種類型—超臨界叉分岔與次臨界叉分岔。 
在以微分方程組描述的連續動力學系統中，叉分岔一般與系統的對稱性有關。

## 超臨界叉分岔
超臨界叉分岔的正則方程為：
{\displaystyle {\frac {dx}{dt}}=rx-x^{3}.}
當 {\displaystyle r<0}時，系統有一個穩定不動點{\displaystyle x=0}。當 {\displaystyle r>0}時，系統有一個不穩定不動點 {\displaystyle x=0}及两個穩定不動點{\displaystyle x=\pm {\sqrt {r}}}。

## 次臨界叉分岔
次臨界戏分岔的正則方程為：
{\displaystyle {\frac {dx}{dt}}=rx+x^{3}.}
當{\displaystyle r<0}時，系統有一個穩定不動點{\displaystyle x=0}及两個不穩定不動點{\displaystyle x=\pm {\sqrt {-r}}}。當{\displaystyle r>0}時，系統只有一個不穩定不動點{\displaystyle x=0}。

## 叉分岔的定義
對于一般的微分方程：
{\displaystyle {\dot {x}}=f(x,r)\,}
其中{\displaystyle r}為實參數。若其滿足：
{\displaystyle -f(x,r)=f(-x,r)\,\,},
{\displaystyle {\begin{array}{lll}\displaystyle {\frac {\partial f}{\partial x}}(0,r_{0})=0,&\displaystyle {\frac {\partial ^{2}f}{\partial x^{2}}}(0,r_{0})=0,&\displaystyle {\frac {\partial ^{3}f}{\partial x^{3}}}(0,r_{0})\neq 0,\\[12pt]\displaystyle {\frac {\partial f}{\partial r}}(0,r_{0})=0,&\displaystyle {\frac {\partial ^{2}f}{\partial r\partial x}}(0,r_{0})\neq 0.\end{array}}}
則由該微分方程描述的動力學系統在{\displaystyle (x,r)=(0,r_{0})}處有叉分岔。該叉分岔的類型由其三階微分的符號確定：
{\displaystyle {\frac {\partial ^{3}f}{\partial x^{3}}}(0,r_{0})<0}時為超臨界
{\displaystyle {\frac {\partial ^{3}f}{\partial x^{3}}}(0,r_{0})>0}時為次臨界
注意，區分超臨界叉分岔與次臨界叉分岔是根据其分岔圖中外圍不動點的穩定性確定的(外圍不動點為穩定時對應超臨界叉分岔，外圍不動點為不穩定時對應次臨界叉分岔)，而與分岔圖中叉分岔曲線的開口方向無關。即對方程{\displaystyle {\dot {x}}=x^{3}-rx}來說，雖然其在分岔圖中的曲線形狀與上述提到超臨界分岔例子的分岔圖十分相似，但它為次臨界分岔系統。